# Will Brandes
Will Brandes (Münstedt, 11 januari 1928 - aldaar, 8 april 1990) was een Duitse schlagerzanger.

## Carrière
Brandes voltooide eerst een commerciële opleiding en genoot later in Braunschweig een opleiding tot operatenor. Vanaf 1958 ging hij schlagers zingen, wat leidde tot een contract bij het Keulse platenlabel Electrola. Hij probeerde voet aan wal te krijgen met coverversies van Engelstalige nummers, zoals Wach auf little Susie en King Creole, respectievelijk van de Everly Brothers en Elvis Presley. Electrola bracht ook duet-opnamen van Brandes uit met verschillende zangeressen, waaronder Conny Froboess in 1959 met de nummers Teenager Melodie en Ich möchte mit dir träumen, die respectievelijk de 7e en 13e plaats bereikten bij het muziektijdschrift Musikmarkt. Andere zangeressen waren Ruth Fischer en Hanna Dölitsch. Het grootste succes boekte Brandes met de coverversie van het Italiaanse nummer Marina van Rocco Granata, dat tussen december 1959 en mei 1960 in de Duitse hitlijsten voorkwam op de 7e plaats, met een verkoopnotering van 500.000 exemplaren. Toentertijd was het normaal, dat muziekproducenten hun contractanten door middel van filmoptredens aanprezen, waardoor hun populariteit steeg, dus ook Will Brandes. In 1959 zong hij samen met Conny Froboess en Rex Gildo in Hula-Hopp, Conny en in 1960 trad hij samen op met Bill Ramsey en Dany Mann in de film Das Rätsel der grünen Spinne.
In de zomer van 1961 verwisselde Brandes het platenlabel Electrola voor Polydor wegens onbevredigende platenverkopen. Na vijf mislukte pogingen, waaronder een duet met Lolita, was hij in 1962 wederom succesvol met de nummer Baby-Twist, dat een 2e plaats behaalde en een notering van 22 weken in het muziektijdschrift Musikmarkt. De volgende babysong Baby-Babbel-Bossa-Nova uit 1963 noteerde een 9e plaats in Musikmarkt. Hij maakte ook optredens in de toenmalige DDR en kreeg daar een contract aangeboden van het Oost-Duitse platenlabel Amiga. In 1963 verkreeg Polydor het door Lutz Jahoda gepubliceerde nummer Kartäuser Knickebein Shake en maakte hiervan een eigen versie met Will Brandes. Twee jaar later publiceerde Amiga met Brandes het in de DDR geproduceerde nummer Ich hab keinen Zylinder. In 1966 werd zijn contract bij Polydor beëindigd. In 1967 nam hij samen met zijn dochter Marina een plaat op bij het kleine platenlabel Alcora, waarna hij zich terugtrok uit de muziekwereld, met uitzondering van nostalgische optredens. Hij werkte daarna als verkoper en in de gastronomiebranche.

## Overlijden
Brandes overleed in de leeftijd van 62 jaar op 8 april 1990 in zijn geboortestad Münstedt.

## Discografie

### Singles A- en B-kant
- 1958: Wach auf little Susie / Die Musik ist gut (& Ben Barry)
- 1958: Wunderbares Mädchen / O Judie
- 1958: Teenager-Melodie (& Conny) / Ich möchte mit dir träumen (& Conny)
- 1958: King Creole / In Tonies Pizzeria
- 1959: Kiss Me / Die Boys und Girls von heute
- 1959: Komm / Gaucho, Gaucho
- 1959: Marina / Casanova
- 1959: Was wär' das alles ohne dich (& Ruth Fischer) / Eine Nacht in Barcelona
- 1960: Gärtner aus Liebe / Ich bin nur ein Spielmann
- 1960: Du bist schön / Hallo Fräulein Amerika
- 1960: Gaby / Ti amo
- 1961: Annemarie / Träumen von der Südsee
- 1961: Carolina Dai / Monegassen Gassenhauer
- 1961: Kleine Möwe / Ahoi, ohe
- 1961: Ich sag' du zu dir (& Hanna Dölitsch) / Das hab' ich mir schon lange gewünscht
- 1961: Junge Mädchen / Baby, mein blondes Baby
- 1961: Musikanten der Liebe (& Margot Eskens) / Ich möchte mit dir verheiratet sein
- 1961: Rosen und Flieder / Himmelblaue Augen
- 1962: Seit ich dich gesehen / Ich freu mich auf heute Abend
- 1962: Elisa / Oh Bella Magdalena
- 1962: Baby-Twist / Traum
- 1963: Giovane, Giovane / Wenn die Sonne versinkt
- 1963: Bleib' immer bei mir, Manuela / O Valentino
- 1963: Baby-Babbel-Bossa-Nova / Ein guter Stern (& M.Grimm)
- 1963: Kartäuser Knickebein Shake / Good Old Mississippi
- 1964: Hello, Dolly / Komm doch mit nach Mexiko
- 1964: Rote Kirschen / Swanee River
- 1965: Rosa / Du darfst nicht weinen
- 1965: Ich hab keinen Zylinder / Ausgerechnet Liszt heißt der Pianist (Enzo-Trio)
- 1966: Alles für die Katz / Träum was schönes
- 1966: Sie war solide / Mein Darling
- 1967: Romantische Liebe (Marina Brandes) / So weit

## Filmografie
- 1959: Hula-Hopp, Conny
- 1960: Das Rätsel der grünen Spinne